# Butia leptospatha
Butia leptospatha là loài thực vật có hoa thuộc họ Arecaceae. Loài này được (Burret) Noblick mô tả khoa học đầu tiên năm 2006.